# 10252 Heidigraf
10252 Heidigraf è un asteroide della fascia principale. Scoperto nel 1971, presenta un'orbita caratterizzata da un semiasse maggiore pari a 2,8535063 UA e da un'eccentricità di 0,0652596, inclinata di 2,26675° rispetto all'eclittica.
L'asteroide è dedicato a Heidi Graf, capo dell'ufficio relazioni con il pubblico del Centro europeo per la ricerca e la tecnologia spaziale dal 1977 al 2006.